# Gizmo (Gremlins)
Gizmo es un personaje ficticio y el protagonista principal de la franquicia Gremlins.

## Descripción e historia
Es un adorable mogwai de pelaje marrón y blanco, propiedad de Mr. Wang. Al igual que el resto de los mogwais, sus manos y pies tienen tres dedos y unas grandes y expresivas orejas. 
Un hombre llamado Rand Peltzer compró por casualidad un bonito mogwai en una tienda de antigüedades de Chinatown como regalo para su hijo. Mogwai viene del chino cantonés y significa algo así como "demonio" o "espíritu malo". Los nuevos propietarios fueron advertidos sobre tres reglas principales de tener un mogwai en casa:
- No exponerlos a la luz brillante, más precisamente a la luz del sol, o morirán.
- No mojarlos, o se multiplicarán.
- Y la más importante: no alimentarlos después de la medianoche.

Pero por supuesto se rompieron las reglas y aparecieron nuevas criaturas: los gremlins malos, liderados por Stripe. Este último, al ver a su ejército muerto por la explosión en el cine, decide crear uno nuevo en una fuente, pero Gizmo lo expone a la luz solar y lo mata. Pero por su parte, fueron derrotados, el dueño de la tienda de antigüedades recuperó a Gizmo y todo terminó bien.
En la secuela, Gizmo se moja nuevamente y engendra a cuatro mogwais: Mohawk, el villano principal, Daffy, el chiflado, Lennie, el tonto, y George, el gruñón. El antagonista Mohawk se convierte en un gremlin-araña, pero Gizmo lo elimina lanzándole un flechazo en llamas. Desde ese momento, Gizmo vivió una vida más tranquila.